# 战略忽悠局

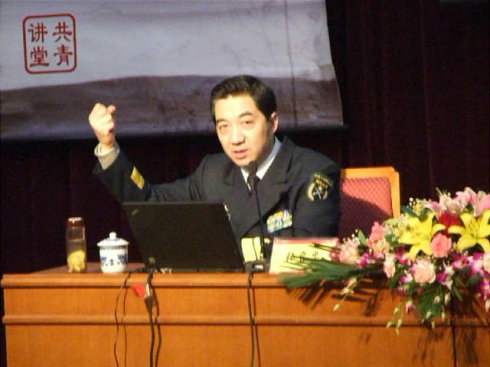
张召忠被恶搞为“战略忽悠局局长”

战略忽悠局，简称“战忽局”，是中国大陆网友杜撰出来的一家所谓“中国军方机构”，是针对中国中央电视台军事节目主持人及嘉宾夸大或故意贬低中华人民共和国经济以及中华人民共和国军事实力言论的恶搞嘲讽，用以调侃中外部分人士对中国大陸实力的评论。

## 词义
“忽悠”一词是中国东北方言，意思是哄骗。战略忽悠局的字面意思就是“战略欺骗局”。

## 概要
“战略忽悠局”一词最早用于调侃中華人民共和國著名军事专家中國人民解放軍海軍少將张召忠，因其对于部分军事事件的预测事后被证明与结果相反（如對伊拉克共和國衛隊潰敗判斷失誤）；后来更因其部分言论被證實是故意釋放的假消息（如“中国没有四代机”），或是看似不合常理却有确切依据（如“海帶纏潜艇”、“雾霾防御激光武器”），张召忠本人“局座”（“战略忽悠局局长”）的名號便被「坐實」。
战略忽悠局的“全称”为“军事装备与对外关系研究及舆论引导办公室”，“设立目的”是“主要负责对各类新闻及传闻进行‘解读’和‘澄清’，并且以各种方式‘透露’消息，目的是扰乱各方视线、掩护方略企图、或者引导国内外舆论”。包括张召忠、金灿荣在内的中国大陸知名专家学者被恶搞为“战忽局”的“领导”，一些大陆时事节目主持人（如已故前中国中央电视台《防務新觀察》主持人方静）被恶搞为“战忽局”的“宣传干事”，而一些被指贬低中国大陸实力且预言失准的国外专家学者（如《中国即将崩溃》作者章家敦）及外国政要（如美国前总统奥巴马）被恶搞为“战忽局”的“工作人员”；到後來，幾乎凡是在軍事及時事評論節目（尤其是中国大陆）高頻出場的嘉賓，都得到了戰忽局“副局座”到“幹事”不等的稱號。
美国的中国问题专家白邦瑞的著作《2049百年馬拉松：中國稱霸全球的祕密戰略》（英語：The Hundred-Year Marathon: China's Secret Strategy to Replace America as the Global Superpower）称，中国大陸早在1955年就开启了“战略欺骗计划”（Strategic Deception Program），而且是由中共中央主席毛泽东亲自下令启动。白邦瑞的这一论述被大陆部分网友认为是误信了“战略忽悠局”的恶搞。

## 真实存在的战略欺骗机构
虽然并没有任何证据显示中国存在过“战略忽悠局”或者类似机构，但部分资料记述了有部分国家创办了专门进行战略欺骗的机构。例如一位署名为“维克多·苏沃洛夫”的苏联武装力量叛逃上校就宣称，苏联武装力量拥有一家名为“战略欺骗伪装总局”的机构，专门负责混淆视听，使西方对于苏联武装力量的战略预估得出完全错误的结论。二战后期，盟军也曾设立过“特殊手段委员会”，专门负责拟定各种战略和战役伪装。

## 主要指代人物
- 总部
  - “局座”张召忠
  - “副局座”房兵
  - “政治委員”金燦榮
  - “幹事”杜文龍、滕建群、殷罡等
- 台灣分局
  - “科長”曹長青
  - “台北站站長”蔡英文（时任）
  - “台北站干事”北辰等
- 北美分局
  - “北美站站長”
    - 首任：巴拉克·歐巴馬（又名“奧觀海”）[註 2]
    - 第二、四任（现任）：唐納·川普（又名“川建國”）[9][10][11]
    - 第三任：喬·拜登（又名“拜振華”）[12]

  - “北美站驻美国联络处干事”章家敦
  - “北美站驻加拿大负责人”平可夫
- 日本分局
  - “分局長”石平太郎
- 俄羅斯分局
  - “俄羅斯站站長” 弗拉基米尔·普京（又名“普振華”）